# Arsani
Arsani fou una plaça forta establerta pels hitites al regne vassall de Mira i Kuwaliya després de la seva conquesta d'Arzawa. S'ha suggerit que es podria trobar a les faldes septentrionals del mont Tmol, actualment conegut com a Bozdağlar.